# جون د. نيو
جون د. نيو (بالإنجليزية: John D. New)‏ هو عسكري أمريكي، ولد في 12 أغسطس 1924 في موبيل في الولايات المتحدة، وتوفي في 25 سبتمبر 1944 في ولاية بيليليو في بالاو.